# Konsertant musik för orkester
Konsertant musik för orkester is een compositie van de Zweed Bo Linde, voltooid op 20 april 1963.
Linde was rond 1963 een leidende figuur in het (culturele) leven in het stadje Gävle. Dat was terug te zien in de uitbreiding van zijn oeuvre in die jaren, uitmondend in zijn Celloconcert. Uitvoeringen van zijn werken bleven meestentijds echter wel steken in en om Gävle. Dit werk binnen het concertantegenre overkwam dit ook. De uitgave op Swedish Society Discofil van dit werk vermeldt dat het qua instrumentatie doorzichtig is en uiterst melodieus tot aan het banale toe. Het werk week dan ook behoorlijk af van de compositiestijlen in de rest van Zweden en Europa, dat volop werkzaam was binnen de stijlen binnen de klassieke muziek uit de 20e eeuw.
Het bestaat uit drie delen (ook een verwijzing naar een concertoachtige structuur):
- Tranquillo fluente, allegro molto
- Largamente, ma flessibile
- Ben decico, robustamente

Het is een suite voor klein orkest bestaande uit:
- 2 dwarsfluiten (II ook piccolo), 2 hobo's,  2 klarinetten, 2 fagotten
- 2 hoorns, 2 trompetten, 1 trombone
- pauken, xylofoon
- violen, altviolen, celli, contrabassen

Er zijn een tweetal opnamen bekend van dit werkje:
- Caprice Records: Göran W. Nilson met het Gävleborgs Symfoniorkester in een opname uit 1982
- Swedish Society Discofil: Petter Sundkvist met het Gävle symfoniorkester in een opname uit 2003